# Essays in French Literature and Culture
Essays in French Literature and Culture est une revue scientifique universitaire  indépendante consacrée aux études culturelles et littéraires d’expression française. Cette revue créée en 1964 est publiée annuellement par l'Université d'Australie-Occidentale . Des centaines d'articles érudits ont été publiés depuis lors, en français et en anglais . Tous les articles retenus sont évalués par un comité d'experts.  Essays in French Literature and Culture s'adresse à un public de spécialistes. Son objectif principal est  «d'attirer l'attention sur les aspects les plus riches de la culture littéraire française»
Depuis 2022, la revue est disponible en version imprimée et sous forme électronique (pdf), et trois mois après sa publication, en libre accès sur son site.

## Histoire
Le premier numéro d’Essays in French Literature est sorti en 1964, un an après la nomination de James R. Lawler (en), le premier titulaire de la chaire de français de l’Université d'Australie-Occidentale. En 1975, le professeur Denis Boak reprend la direction du journal. Ses « Réminiscences d’un ancien rédacteur », publiées dans le numéro célébrant le cinquantième anniversaire de la revue, évoquent l’autonomie dont le journal jouissait alors, ses objectifs et son ouverture aux travaux de jeunes chercheurs à une époque où le rédacteur en chef bénéficiait encore d’une liberté académique très large. Le professeur Andrew Hunwick reprend les rênes du Journal en 1995 et parvient à continuer la tradition d’excellence du journal malgré les multiples menaces contre les revues savantes à faible tirage. Lorsque la Professeure Hélène Jaccomard devient rédactrice en chef en 2007, la revue a réussi à conserver son indépendance. Par ailleurs, pour répondre à l'intérêt croissant des départements de littérature française pour les études culturelles, au sens large, le comité décide de rebaptiser le Journal Essays in French Literature and Culture et d’élargir son champ d’intérêt.

## Comité de rédaction
Les professeures Hélène Jaccomard et Bonnie Thomas sont respectivement rédactrice en chef et rédactrice adjointe de la revue. Le comité de rédaction est composé de Prof. Véronique Duché (University of Melbourne), Dr. Paul Gibbard (University of Western Australia), Prof. Louise Hardwick (University of Birmingham), Dr Rosemary Lancaster (University of Western Australia), Prof. Srilata Ravi (Université de l'Alberta), de Kate Averis (University of Western Australia) et Dr Jean-Marie-Volet (Université de Western Australia).

## Contenu
Le premier numéro d’Essays in French Literature propose six études consacrées à Mallarmé, Claudel, Valéry, Sartre et Nathalie Sarraute. Plusieurs centaines d’articles suivent de 1964 à 2007, analysant un nombre toujours plus grand d’œuvres, d’auteurs et de thèmes qui témoignent de l’évolution de la littérature française et francophone et de ses préoccupations intellectuelles et culturelles.
À ce jour, le but et les principes fondamentaux de la revue n'ont pas changé mais une approche thématique a été adoptée à partir de 2007, chaque numéro d’Essays in French Literature and Culture étant consacré à un thème allant au cœur des préoccupations intellectuelles, culturelles et littéraires du moment (voir ci-dessous 'Thèmes des numéros récents'). Le journal accueille aussi des contributions non-thématiques. La revue encourage la proposition de thèmes par des spécialistes qui sont désireux de diriger un numéro en collaboration avec les rédactrices.

## Thèmes des numéros récents
- Foreign? Writing in French (2008)
- Sports (2009)
- Landscape and Memory (2010 et 2011)
- Le paratexte revisité (2012), sous la direction d'Alistair Rouleaux et Marie-Laure Vuaille-Barcan, de l'Université de Newcastle (Australie)
- Playtime (2013), sous la direction de Françoise Grauby et Michelle Royer, Université de Sydney (Australie)
- Représenter la Grande Guerre: les écrivains et les artistes face à l'épreuve (1914-1920) (2014), sous la direction de Gary D. Mole, de l'Université de Bar-Ilan (Israël)
- Diaspora, afropolitanisme et littérature congolaise (2015), sous la direction de Srilata Ravi, Université d'Alberta (Canada) et Jean-Marie Volet, Université de Western Australia
- Conflit, dialogue et représentation (2016), sous la direction de Kerry Mullan et Chantal Crozet, RMIT University (Australie)
- Hidden words, hidden worlds: everyday life and narrative sources. France 1939-1945 (2017), sous la direction de Lindsey Dodd, Université de Ubbersfield, et Wendy Michallat, Université de Sheffield (Royaume-Uni)
- Numéro non-thématique (2018)
- Mines de rien. L’Antillaise et l’Afropéenne face aux tropologies, entre mythes et réalités au fil du temps , sous la direction de Kathleen Gyssels et Jacqueline Couti (2019)
- Identité et Environnement (2020)
- The Critical French Medical Humanities (2021)
- Retranslation revisited/La Retraduction revisitée (2022), dirigé par Hélène Jaccomard
- Matters of Taste/Questions de goûts (2023), dirigé par Véronique Duché (University of Melbourne)
- "Pioneering the Field ofFrancophone Caribbean Literature" A la mémoire de Professeure Beverley Ormerod Noakes (2024), sous la direction de Prof. Srilata Ravi (Université d'Alberta) et A/Prof. Bonnie Thomas (University of Western Australia).

## Indexation et disponibilité
Thomson Citation Index.
Le journal est disponible en ligne via Informit, EBSCO et ProQuest. Exemplaires papier et version digitale (pdf) disponibles auprès de la boutique électronique de l'University of Western Australia. Il est également indexé dans le Directory of Open Access Journals (DOAJ).